# Fritz Heyden
Wilhelm Friedrich Heinrich Heyden, genannt Fritz Heyden (* 22. März 1888 in Tannenkrug (bei Neubrandenburg); † 22. September 1949 in Lübeck) war ein deutscher Landwirt und Kommunalpolitiker der NSDAP. Er war von 1933 Bürgermeister und von 1935 bis 1945 Oberbürgermeister der Stadt Neustrelitz in Mecklenburg-Strelitz bzw. ab 1934 im Land Mecklenburg.

## Leben
Fritz Heyden wurde als Sohn des Landwirts (?) und Eigentümers Karl Heyden und dessen Frau Friederike, geb. Mietzner geboren und am 20. Mai 1888 in der Kirchengemeinde Stargard (Mecklenburg) getauft. Sein Geburtsort Tannenkrug, gelegen an der südlichen Grenze, jedoch außerhalb des Stadtgebiets von Neubrandenburg, gehörte damals zur Gemeinde Bargensdorf.
Heyden war als Landwirt in Prälank tätig. Zum 1. Dezember 1931 trat er der NSDAP bei (Mitgliedsnummer 850.876) und wurde nach der Machtergreifung der Nationalsozialisten 1933 kommissarisch als Oberbürgermeister von Neustrelitz eingesetzt. Am 9. Oktober 1933 übernahm er definitiv für zwölf Jahre dieses Amt, das er bis zum Ende des Zweiten Weltkrieges ausübte.
Er war Mitglied mehrerer Aufsichts- und Verwaltungsräte, so zum Beispiel Mitglied des Aufsichtsrats der Mecklenburgischen Friedrich Wilhelm Eisenbahn-Gesellschaft.
Während seiner Amtszeit fand in Neustrelitz eine Bücherverbrennung auf dem heutigen Buttelplatz statt. Die Heil- und Pflegeanstalt Domjüch war in die Aktion T4 involviert. Für die Opfer gibt es eine umfängliche Dauerausstellung auf dem Gelände der ehemaligen „Landesirrenanstalt Domjüch“.
In Neustrelitz waren zahlreiche Zwangsarbeiter und Kriegsgefangene sowie Häftlinge des Konzentrationslagers Ravensbrück tätig.
Während der Amtszeit von Heyden wurde die Verfolgung der Juden forciert. Der Antisemitismus in Neustrelitz nahm für die Juden existenzbedrohliche Formen an. Die Juden – wer im Deutschen Reich ab 1935 als „Jude“ galt, definierte die Erste Verordnung zum Reichsbürgergesetz – waren nach Inkrafttreten der Nürnberger Rassengesetze (1935) zunehmender Diskriminierung und nationalsozialistischem Terror ausgesetzt. In den Frühstunden des 10. November 1938 – während der von den Nationalsozialisten organisierten Reichspogromnacht  – wurde die Altstrelitzer Synagoge der Jüdischen Gemeinde in Brand gesetzt.
Am Vormittag aber auch noch am nächsten Tag wurden auf Veranlassung der Gestapo von der Neustrelitzer Polizei elf jüdische Frauen und acht Männer verhaftet, in das Altstrelitzer Gefängnis gebracht und vorübergehend in Schutzhaft genommen.
Im April 1945 entzog Heyden sich durch Flucht aus Neustrelitz der Verantwortung.